# 回天記念館

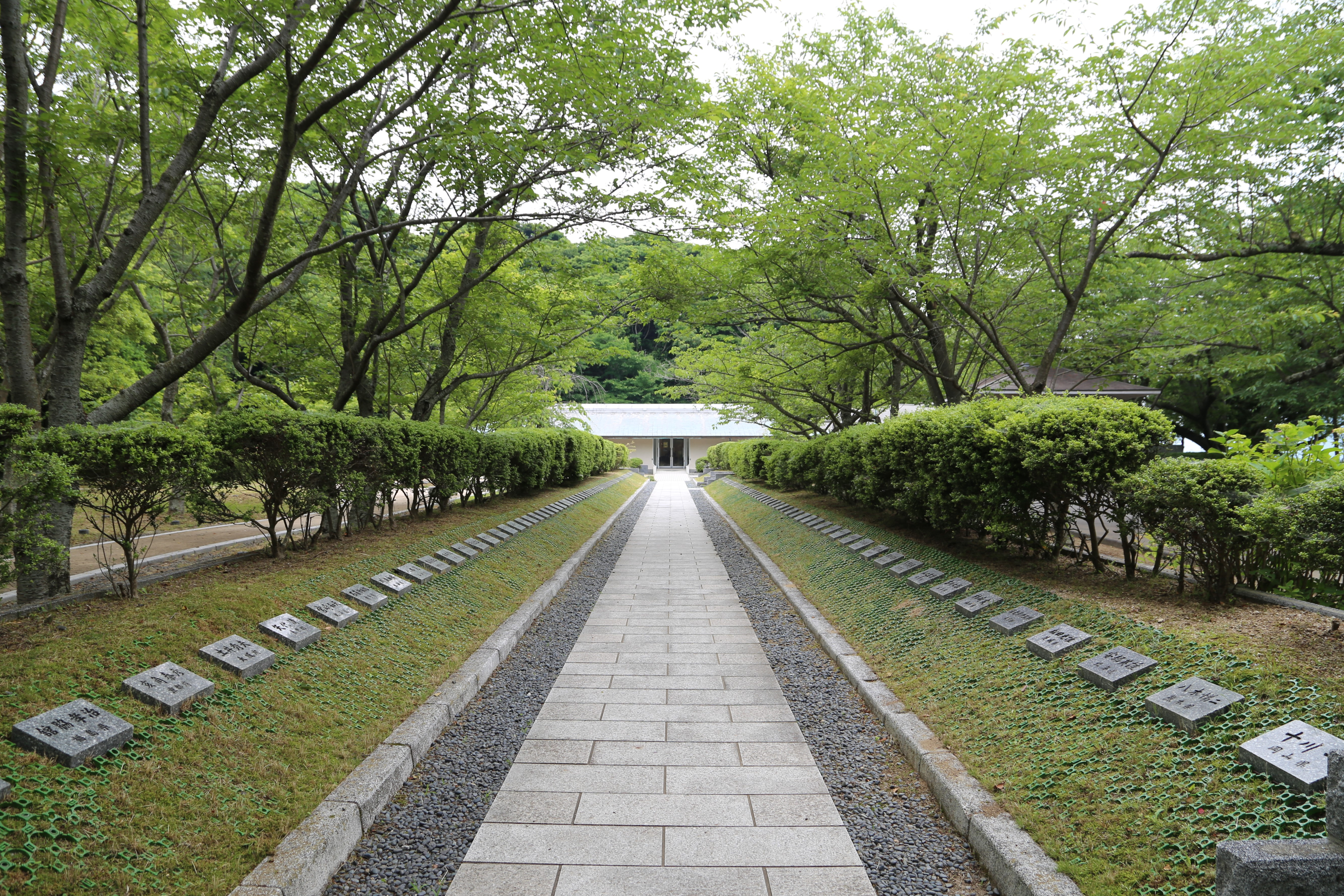
回天記念館正面

回天記念館（かいてんきねんかん）は、山口県周南市大津島にある旧回天搭乗訓練員の宿舎跡に立てられた記念館。1968年（昭和43年）開館。

## 概要
回天は、太平洋戦争中に開発された、人間が搭乗する魚雷型の特攻兵器である。回天の搭乗員宿舎、訓練施設、組み立て施設は、戦後、アメリカ軍により破壊され、山の中腹にあった宿舎跡は、当初、馬島小学校が建てられ、1965年（昭和40年）までは同小学校がここにあり、当時すでに校庭に慰霊の回天碑があり、毎年ここで慰霊祭が挙行されていた。小学校が、海のそばのもと回天の組立工場跡地を整地して、そこに新校舎ができ、そこに1966年（昭和41年）に移転。
1962年（昭和37年）3月21日、東京都杉並区高円寺の根津会館における回天関係者の会合の席で、元回天特別攻撃隊司令官の長井満によって回天顕彰会の設立が発議され、同年7月20日に発足した。出光興産などの協力を得て、回天顕彰会並びに回天記念館建設賛助会により馬島小学校跡に回天記念館を創立、1968年（昭和43年）11月20日に開館した。
1969年（昭和44年）1月1日に回天記念館条例を施行。周南市によって運営されており、条例上の名称は周南市回天記念館である。
搭乗員の遺書、軍服、写真、遺書など約1,000点を収蔵しており、そのうち約300点を展示している。開館当初の館長は、高松工。敷地内に回天碑、鐘楼、復元した回天模型があり、入り口までのエントランスには、亡くなった搭乗員らの一人ひとりの名前を刻んだ墓碑が並んでいる。周囲は桜の木が多数。
1988年（昭和63年）に展示棟を増改築。1998年（平成10年）に研修室や収蔵庫などの増築と展示室の全面改修を行ってリニューアルされた。さらに2015年（平成27年）には園路や駐車場の整備が行われた。

## 備考
回天記念館近くには地元住民が回天に関する史料などを紹介していた休憩所「養浩館」があったが、老朽化により休館しており、周南市は廃止・解体を検討している。

## アクセス
- 徳山駅みなと口から徳山港まで徒歩5分。徳山港から馬島港までフェリー44分、高速船18分（共に大津島巡航が運行）。馬島港から回天記念館まで徒歩10分。

## 関連文献
- 梯久美子『戦争ミュージアム　記憶の回路をつなぐ』岩波書店〈岩波新書〉、2024年。